# Riatia bipunctulata
Riatia bipunctulata är en kackerlacksart som först beskrevs av Brunner von Wattenwyl 1892.  Riatia bipunctulata ingår i släktet Riatia och familjen småkackerlackor. Inga underarter finns listade i Catalogue of Life.